# 利津镇
利津街道是中国山东省东营市利津县下辖的一个街道办事处。

## 行政区划
利津镇下辖大桥社区、凤凰社区、开发区社区、北园社区、西双井村、东双井村、后张窝村、前张窝村、买河村、王庄东村、王庄西村、卜家庙村、后十四户村、前十四户村、姜家庄村、扈家滩村、东坡庄村、西坡庄村、太平庄村、韩大庄村、大李庄村、小李庄村、蒋家庄村、大刘夹河村、小刘夹河村、王家夹河村、宗家夹河村、庄科村、梁家庄子村、安家庄村、小李夹河村、大李夹河村、马家夹河村、张家夹河村、赵家夹河村、齐家夹河村、崔家庄村、毕家庄村、东关村、豆付巷子村、新合村、张家滩村、大马家村、大门张村、官庄村、黄家村、菜园村、彭家村、十里堡村、柏茂张村、北于村、苏楼村、徐集村、西魏村、东魏村、小高村、大高村、丁坊村、小王家村、左家村、大庄村、孙家村、姚刘村、崔林村、宋孟村、枣园村、韩牛村、崔湾村、后宋村、北张村、刘庄村、前宋村、南张村、满家村、前刘村、西冯村、牟家村、孟家坦村、大北街村、北关村、后北街村、前北街村、东街村、东南街村、西南街村、西街村、石家庄村、西王村、西綦村、三里庄村、西关村。